# Arada (Honduras)

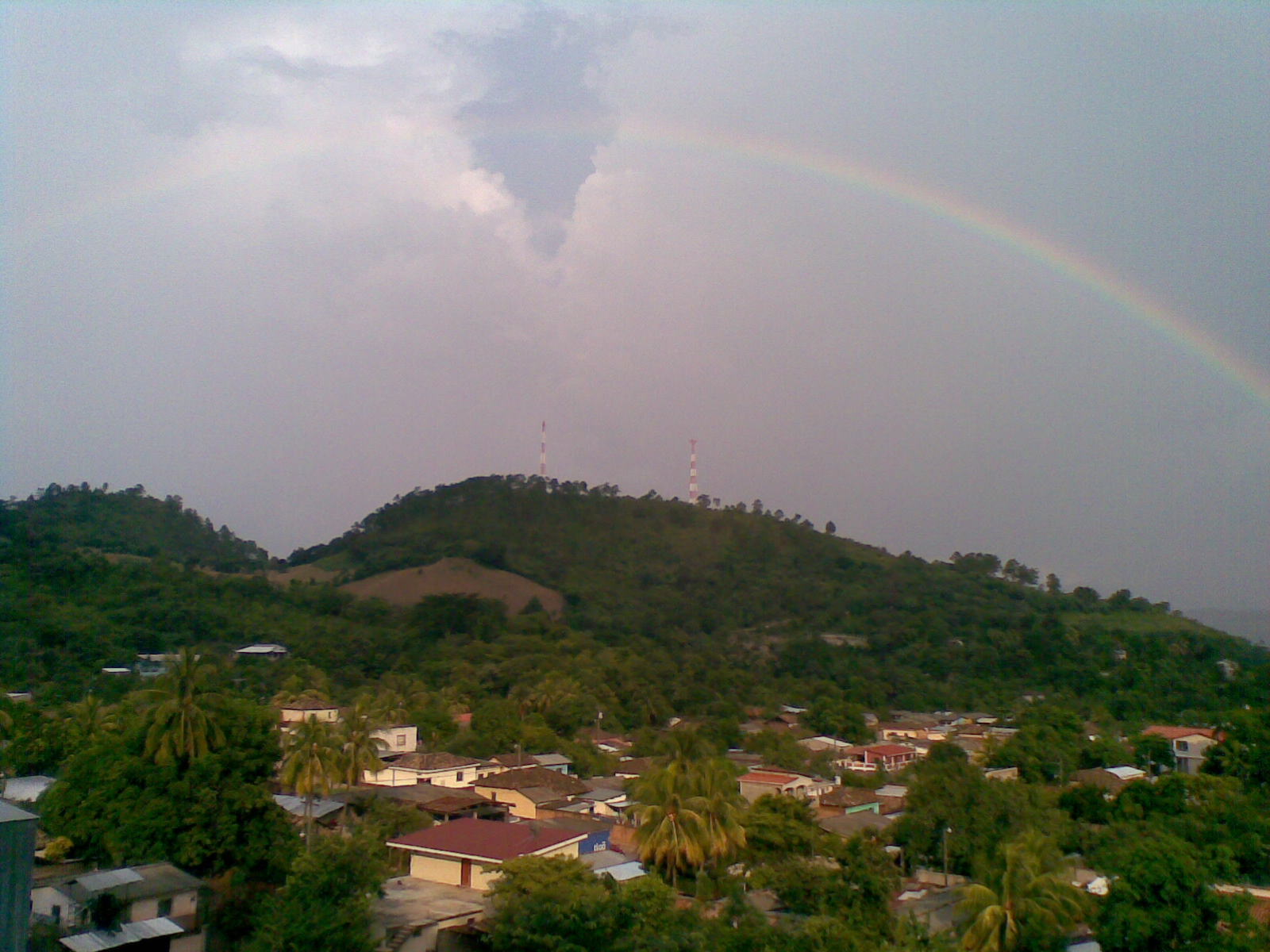
Arco-íris avistado em Arada, Santa Bárbara.

Arada é uma cidade hondurenha do departamento de Santa Bárbara.